# Hermann Strutz
Hermann Strutz (* 2. Dezember 1938, Trautmannsdorf in Oststeiermark, Steiermark) ist ein ehemaliger österreichischer Eisschnellläufer.

## Karriere
Strutz startete für den Wiener Eislauf-Verein bei den Olympischen Winterspielen 1960 in Squaw Valley, 1964 in Innsbruck und 1968 in Grenoble, allerdings ohne Medaillen zu erringen.

## Persönliche Bestzeiten
| Disziplin | Zeit        | Jahr |
| --------- | ----------- | ---- |
| 500 m     | 43,0 s      | 1968 |
| 1000 m    | 1:26,8 min  | 1968 |
| 1500 m    | 2:10,0 min  | 1967 |
| 5000 m    | 7:44,9 min  | 1968 |
| 10.000 m  | 16:01,2 min | 1967 |